# Makartviertel

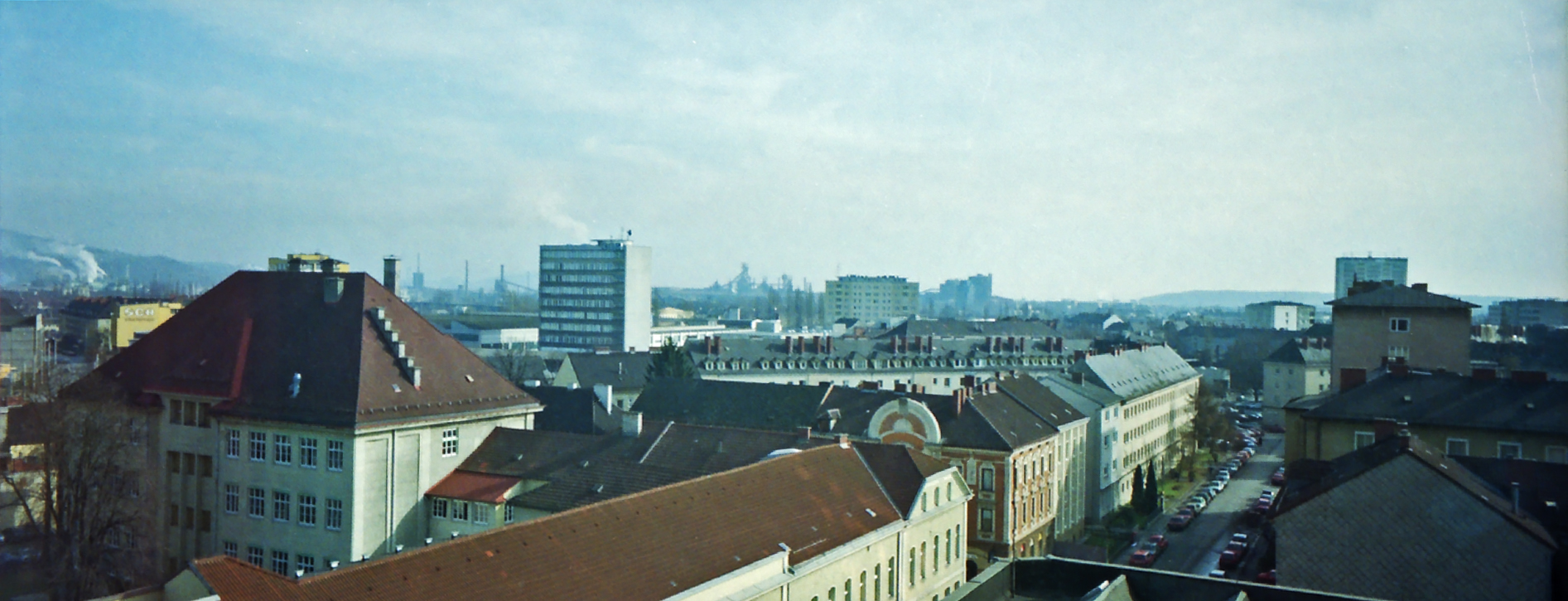
Das Makartviertel mit der Grillparzerstraße. Am Horizont sind die Industrieanlagen in St. Peter zu sehen (1992).

Das Makartviertel ist ein Ortsteil der oberösterreichischen Landeshauptstadt Linz im Stadtviertel Lustenau. Das Gebiet war von 1957 bis 2013 ein eigener statistischer Bezirk, der auch einen Teil von Spallerhof umfasste, und gehört nun zusammen mit dem Andreas-Hofer-Platz-Viertel zum statistischen Bezirk Bulgariplatz. Das Markartviertel ist ebenso wie die Makartstraße nach Hans Makart, dem repräsentativen Maler der Gründerzeit, benannt.

## Geographie
Das Makartviertel liegt im Südosten des Zentrums von Linz. Es grenzt im Norden an das Neustadtviertel, im Osten an das Franckviertel, im Süden an das Wankmüllerhofviertel, den Spallerhof und St. Peter und im Westen an das Andreas-Hofer-Platz-Viertel.

## Geschichte
Bis 1873 gehörte das Gebiet des Makartviertels zur Gemeinde Lustenau. Nach der Eingemeindung wurden Ende des 19. Jahrhunderts als Fortsetzung des Neustadtviertels auch hier die typischen Gründerzeithäuser in rasterförmiger Bauweise errichtet, heute vor allem entlang der Wiener Straße erhalten.
Der südöstliche Bereich des Viertels entwickelte sich zu einem Arbeiterviertel, was durch die Ansiedlung von Industrie gefördert wurde. Hauptarbeitgeber war bis in die Nachkriegszeit die Poschacher Brauerei, die einen Aufstieg von einer kleinen Lokalbrauerei zur Großbrauerei erlebte.
Ab den 1960er Jahren wurden zahlreiche Wohngebäude errichtet, etwa das Lenau-Hochhaus. Die trotz der zentrumsnahen Lage schwache Infrastruktur und der starke Durchzugsverkehr machten das Viertel unattraktiv. Eine der Gegenmaßnahmen seit den 1990er Jahren war der Bau des modernen Wohn- und Büroviertels „Lenaupark“.
Im Rahmen der Neuordnung der Bezirke von 1. Jänner 2014 (Beschluss des Stadtsenats von September 2013) ging das Makartviertel größtenteils im neu geschaffenen Bezirk Bulgariplatz auf. Der südlich der Mühlkreisautobahn gelegene Teil ging an den Bezirk Spallerhof.

## Bevölkerung
Die Bevölkerungszahl des statistischen Bezirks betrug im Jahr 2012 6.870 Personen, das waren 3,6 % der Gesamtbevölkerung, es gab 583 Gebäude (2,5 %) und 3.918 Wohnungen (3,6 %). Der Flächenanteil am Stadtgebiet von Linz betrug 1,73 km² (1,8 %).

## Gebäude
- City Tower Linz (Gebäude 1 + 2)
- Lenaupark
- Herz-Jesu-Kirche (Linz)
- St. Barbara-Friedhof
- Jüdischer Friedhof
- Berufsförderungsinstitut
- Hamerlingschule
- Frachtenbahnhof